# 私生活 (中谷美紀のアルバム)
『私生活』（しせいかつ）は、中谷美紀の3枚目のオリジナル・アルバム。1999年11月10日にwea japanから規格品番：WPC6-10043にて発売された。

## 概要
前作『cure』から2年2か月振りのオリジナル・アルバム。坂本龍一のレコード会社移籍に伴って中谷も移籍したため、前作までのフォーライフ・レコード（güt）ではなくワーナーミュージック・ジャパンからのリリースとなった。
本作は、中谷の台詞練習や生活音をコラージュしたInstrumentalを除き、歌唱楽曲の殆んどがカバーや既存曲に歌詞をつけたもので構成されている。
前2作は坂本による演奏がメインであったが、本作は半野喜弘、竹村延和の他、J-WAVEの番組「PAZZ&JOPS」の坂本の担当コーナー「gut on-line」（後に「sakamoto165」）に投稿した星野英和、前田和彦、京極和士等の新進気鋭の音楽家の演奏が中心になっている。

## 収録曲

### CD
| #         | タイトル                            | 作詞      | 作曲          | 編曲                                 | 時間  |
| --------- | ----------------------------------- | --------- | ------------- | ------------------------------------ | ----- |
| 1.        | 「フロンティア」(Album Version)     | 中谷美紀  | 坂本龍一      | 坂本龍一                             | 5:23  |
| 2.        | 「雨だれ」                          | 中谷美紀  | 坂本龍一      | 坂本龍一                             | 4:53  |
| 3.        | 「temptation」                      | 中谷美紀  | Gabriel Fauré | 鷲見音右衛門文宏、星野英和、坂本龍一 | 4:33  |
| 4.        | 「Confession」(Instrumental)        |           | 半野喜弘      | 半野喜弘                             | 3:05  |
| 5.        | 「クロニック・ラヴ」(Remix Version) | 中谷美紀  | 坂本龍一      | 坂本龍一                             | 5:09  |
| 6.        | 「Spontaneous」(Instrumental)       |           | 竹村延和      | 竹村延和                             | 2:13  |
| 7.        | 「夏に恋する女たち」                | 大貫妙子  | 大貫妙子      | 前田和彦、星野英和、坂本龍一         | 4:11  |
| 8.        | 「Automatic Writing」(Instrumental) |           | 半野喜弘      | 半野喜弘                             | 1:41  |
| 9.        | 「フェティシュ (Fetish)」(Folk Mix) | 売野雅勇  | 坂本龍一      | 坂本龍一                             | 4:31  |
| 10.       | 「Leave me alone…」(Instrumental)   |           | 竹村延和      | 竹村延和                             | 2:27  |
| 11.       | 「promise」                         | 京極和士  | 京極和士      | 京極和士、坂本龍一                   | 3:35  |
| 12.       | 「all this time」                   | jcfs      | 坂本龍一      | 坂本龍一                             | 4:58  |
| 13.       | 「temptation」(Drum Mix)            | 中谷美紀  | Gabriel Fauré | 鷲見音右衛門文宏、星野英和、坂本龍一 | 4:32  |
| 合計時間: | 合計時間:                           | 合計時間: | 合計時間:     | 合計時間:                            | 51:11 |

### 楽曲解説
1. フロンティア 〜Album Version〜
  - 前年に発売された坂本美雨「awakening」（『AQUQSCAPE』収録）に新たに中谷が歌詞をつけたもの。シングルでは「awakening」と同一アレンジ別ミックスであったが、本作ではシングル・ヴァージョンの間奏・後奏を編集したアルバム・ヴァージョンで収録。
2. 雨だれ
  - 前年に発売された坂本龍一「Opus」（「BTTB」収録）に中谷が歌詞をつけ、坂本がアレンジしたもの。未表記だがシングルとは別ヴァージョン。
3. temptation
  - ガブリエル・フォーレ作曲の「ペレアスとメリザンド」に中谷が歌詞をつけたもの。
4. Confession
  - Voice：中谷美紀
5. クロニック・ラヴ 〜Remix Version〜
  - 元は1986年の坂本龍一「Ballet Mécanique」（『未来派野郎』収録）、岡田有希子「WONDER TRIP LOVER」（『ヴィーナス誕生』収録）で、新たに中谷が歌詞をつけ、坂本が新たに編曲したもの。シングルとは違いリミックス・ヴァージョンで収録。このヴァージョンは2000年3月4日公開の映画『ケイゾク/映画 Beautiful Dreamer』主題歌に使用された。
6. Spontaneous
  - Voice：中谷美紀
7. 夏に恋する女たち
  - 大貫妙子の同名楽曲のカバー。
8. Automatic Writing
  - Voice：中谷美紀
9. フェティシュ (Fetish) 〜Folk Mix〜
  - シングルとは違いリズムトラックだけにした別ヴァージョン。
10. Leave me alone…
  - Voice：中谷美紀
11. promise
  - 元はFMラジオJ-WAVEの番組「PAZZ&JOPS」の坂本が担当していたコーナー「sakamoto165」の投稿作品で、優秀作品に選ばれた楽曲。
12. all this time
  - 「フロンティア」の英語ヴァージョン（坂本美雨「awakening」の英詞とは別歌詞）。未表記だがシングルとは別ヴァージョン。ドラムやエレクトリック・ギターなどを省いたシンプルなヴァージョンになっている。
13. temptation 〜Drum Mix〜
  - 3曲目のドラムを強調した別ヴァージョン。